# Abangan
Abangan (abgeleitet vom javanischen Wort abang, „rot“) ist ein Begriff, der seit Mitte des 19. Jahrhunderts auf Java für Personen verwendet wird, die dem Namen nach Muslime sind, die jedoch die Schari'a nicht als für sie verbindlich ansehen und deren Glauben Elemente anderer Religionen enthält, wie etwa hinduistische oder traditionelle javanische Glaubensvorstellungen. Indonesische Muslime, die sich am orthodoxen Islam nahöstlicher Prägung orientieren, werden dagegen Santri genannt.
Ein ausgeprägter Gegensatz zwischen Abangan und Santri bestand erst seit etwa 1900. Bildeten die Abangan um die Mitte des 20. Jahrhunderts noch die Mehrheit der Bevölkerung Javas, stellen sie heute hier nur noch eine Minderheit dar.

## Begriffsgeschichte
Ursprünglich hatte abangan die Bedeutung von „weltlich“ oder „profan“ und war in Ostjava eine abwertende Bezeichnung für Bevölkerungsgruppen, die nicht zu den streng religiösen Muslimen zählten. Letztere wurden zur Unterscheidung putihan (von putih, indonesisch „weiß“) genannt, weil viele weiße Kleidung trugen. Unter Präsident Sukarno wurde in den 1950er Jahren abangan auch zu einer politischen Zuordnung, denn Parteien der kommunistisch und nationalistisch ausgerichteten Politik machten Rot zu ihrer Symbolfarbe.
Die Ablehnung der Scharia durch die Mehrheit der Javaner hatte während der Zeit der Proklamation der Unabhängigkeit einen wesentlichen Einfluss auf Indonesien. Zu jener Zeit wurde der Versuch unternommen, ganz Indonesien dem Gesetz der Scharia unterzuordnen. Dies wurde vom damaligen Präsidenten Sukarno zurückgewiesen, der maduresischer Abstammung war und die religiöse Intoleranz der dort vorherrschenden Santri ablehnte.
Anhand von Beobachtungen vor Ort entwickelte der US-amerikanische Anthropologe Clifford Geertz in seinem Buch The religion of Java (Erstveröffentlichung 1960) eine einflussreiche Theorie, wonach die Gesellschaft Javas schon immer in drei Bevölkerungssegmente eingeteilt war: Abangan, Santri und Priyayi (höfischer Adel). M.C. Ricklefs hat jedoch 2007 nachgewiesen, dass der Begriff „Abangan“ erst um die Mitte des 19. Jahrhunderts aufkam.

## Belege
1. ↑  M. C.  Ricklefs: Abangan. In: Gudrun Krämer, Denis Matringe, John Nawas, Everett Rowson (Hrsg.): Encyclopaedia of Islam, THREE. Brill Online, 2013.
2. ↑  James J. Fox: Abangan. In: Keat Gin Ooi (Hrsg.): Southeast Asia: A Historical Encyclopedia, from Angkor Wat to East Timor. Band 1, ABC-Clio, Santa Barbara (CA)2005 S. 112, ISBN 978-1576077702